# Clasificación sísmica en Italia

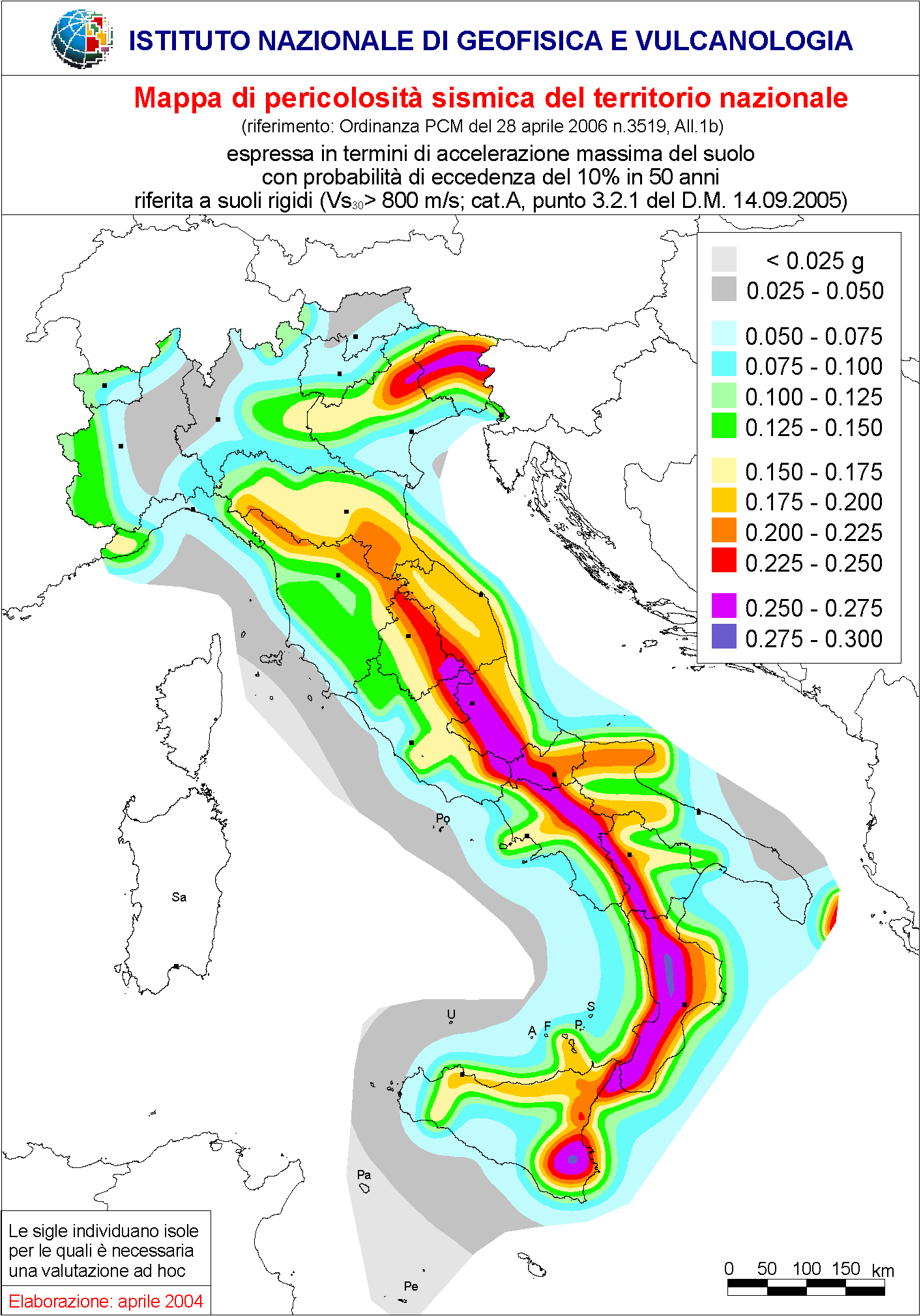
Mapa de la peligrosidad sísmica del territorio italiano, elaborada por el Istituto Nacional de Geofísica y Vulcanología (2004). La peligrosidad sísmica está expresada en términos de PGA (Peak Ground Acceleration). Stucchi M., Meletti C., Montaldo V., Akinci A., Faccioli E., Gasperini P., Malagnini L., Valensise G. (2004) - INGV

La clasificación sísmica es la subdivisión de un determinado territorio en áreas específicas, caracterizadas por un mismo riesgo sísmico.

## Clasificación sísmica de Italia
La principal fuente legislativa en la materia es el D.M. LL.PP. del 19 de marzo de 1982, que clasificaba de manera muy genérica el territorio nacional en áreas de bajo y de alto riesgo sísmico. Hoy está en vigor las nuevas normas NTC 2008 que definen en manera diversa la sismicidad de cada zona de Italia.
Con la ordenanza P.C.M. n.º 3274 del 20 de marzo de 2003, actualizada al 16/01/2006 con las indicaciones de las regiones, se delegaba en los entes locales la facultad de efectuar la clasificación sísmica de cada municipio en particular, de manera muy detallada, con el fin de prevenir eventuales situaciones de daños a edificios y personas como consecuencia de un eventual terremoto. Además, sobre la base de la zona de clasificación síusmica, los nuevos edificios construidos en un determinado municipio, así como los ya existentes durante las fases de reestructuración, debían adecuarse a las correspondientes normativas vigentes en campo edilicio.
Según la providencia legislativa de 2003, los municipios de Italia se han clasificado en cuatro categorías principales, sobre la base de su riesgo sísmico, considerando la media geométrica de la aceleración pico (GM PGA) y por frecuencia e intensidad de los acontecimientos. La cladificación de los municipios está en continua actualización al efectuarse nuevos estudios en un determinado territorio, siendo actualizada para cada municipio de la región a que se pertenezca.
- Zona 1: sismicidad alta, PGA superior a 0,25 g. Comprende 708 municipios.
- Zona 2: sismicidad media, PGA entre 0,15 y 0,25 g. Comprende 2.345 municipios (en Toscana algunos municipios caen de nuevo en la zona 3S que tiene las mismas características de la zona 2).
- Zona 3: sismicidad baja, PGA entre 0,05 y 0,15 g. Comprende 1.560 municipios.
- Zona 4: sismicidad muy baja, PGA inferior a 0,05 g. Comprende 3.488 municipios.